# Alto Consejo Jaffa
El Alto Consejo Jaffa es un organismo de gobierno ficticio formado por los delegados de los alienígenas Jaffa en la serie de televisión Stargate SG-1.

## Descripción
El Alto Consejo Jaffa fue el organismo de gobierno de la Nación Libre Jaffa durante alrededor de un año. Los votos del consejo se consignaban sobre la base de  activos militares no confirmados de las diversas coaliciones representadas. Muchos de los concejales son los antiguos dirigentes de la Resistencia Jaffa. El Alto Consejo Jaffa se divide entre los Tradicionalistas, favoreciendo el viejo estilo de gobierno basado en la fuerza militar, y los Progresistas, a favor de una especie de república. La facción Tradicionalista fue dirigida por Gerak y Yat'Yir, ambos exagentes de Montu. En el episodio "Ex Deus Machina", se reveló que los antiguos seguidores de Yu tienden a ser tradicionalistas.
Se sabe de la existencia de otros grupos como el Illac Renin revelado en el episodio "Talion", que adoran a los Ori y trabajan en su camino a la ascensión para iluminar la galaxia. Illac Renin es una palabra antigua que vagamente se traduce como "Camino del Reino". Este culto cree verdaderamente en los objetivos de los Ori y trataron de lograr poder, sin embargo, fueron bloqueados por las otras facciones Jaffa. El grupo fue dirigido por el conocido Jaffa Arkad antes de su muerte a manos de Teal'c.

## Concejales Conocidos
1. Gerak (Fallecido) - Exjefe del Consejo y de la facción Tradicionalista.
2. Yat'Yir - Ayudante y sucesor de Gerak como jefe de los Tradicionalistas.
3. Teal'c  - Exlíder de la Oposición Progresista.
4. Maestro Bra'tac - Líder de la Oposición Progresista.
5. Ka'lel - Un Hak'tyl que parece ser moderadamente Progresivo.
6. El ex Primado de Moloc - Era un miembro de los anti-Origen después de la conversión de Gerak.
7. Maz'rai (Fallecido) - Un exagente de Apophis, nativo de Chulak, y un Progresista que se suicidó removiendo su symbiote para deshacerse del lavado de cerebro de Ba'al.
8. Se'tak (Fallecido) - Líder Jaffa que asumió el poder tras la muerte de Gerak, impulsó una política más dura para combatir a los Ori mediante el uso del Arma de Dakara. Fue hostil hacia la Tierra ya que creía que los Jaffa debían seguir siendo independientes y libres influencias alienígenas. Fue asesinado cuando Adria a bordo de una Nave de Batalla Ori localizo el Arma de Dakara y lo destruyó.

- Datos: Q5671030